# Famille Zamoyski
 (juillet 2024).
La famille Zamoyski, armoiries Jelita[Quoi ?], est une importante famille de la noblesse polonaise.

## Histoire
Le premier membre de la famille dont on retrouve une trace documentée est Tomasz de Łaźnin, acquéreur en 1443 des domaines Wierzba i Zamość, futur fief de la famille. Ce sont ses fils Florian et Maciej qui commencent à utiliser le nom de Zamoyski (de Zamość). Le petit-fils de Florian, Stanisław Zamoyski, est castellan de Chełm. Son fils Jan Zamoyski est le membre le plus éminent de la famille. Chancelier de Pologne et grand hetman de la Couronne, il est le fondateur de la puissance de la maison qui devient une des plus influentes en Pologne. Il est également fondateur de la ville de Zamość et il y ouvre un majorat (ordynacja). Son fils, Tomasz Zamoyski, second ordynat, est également chancelier de Pologne. Gryzelda Zamoyska est la mère de Michał Wiśniowiecki, élu roi de Pologne.
La sœur d'Ernest Renan, Henriette Renan a été employée comme préceptrice de la famille Zamoyski entre 1841 et 1850. 

Les possessions (Ordynat) des Zamoyski sont en vert.

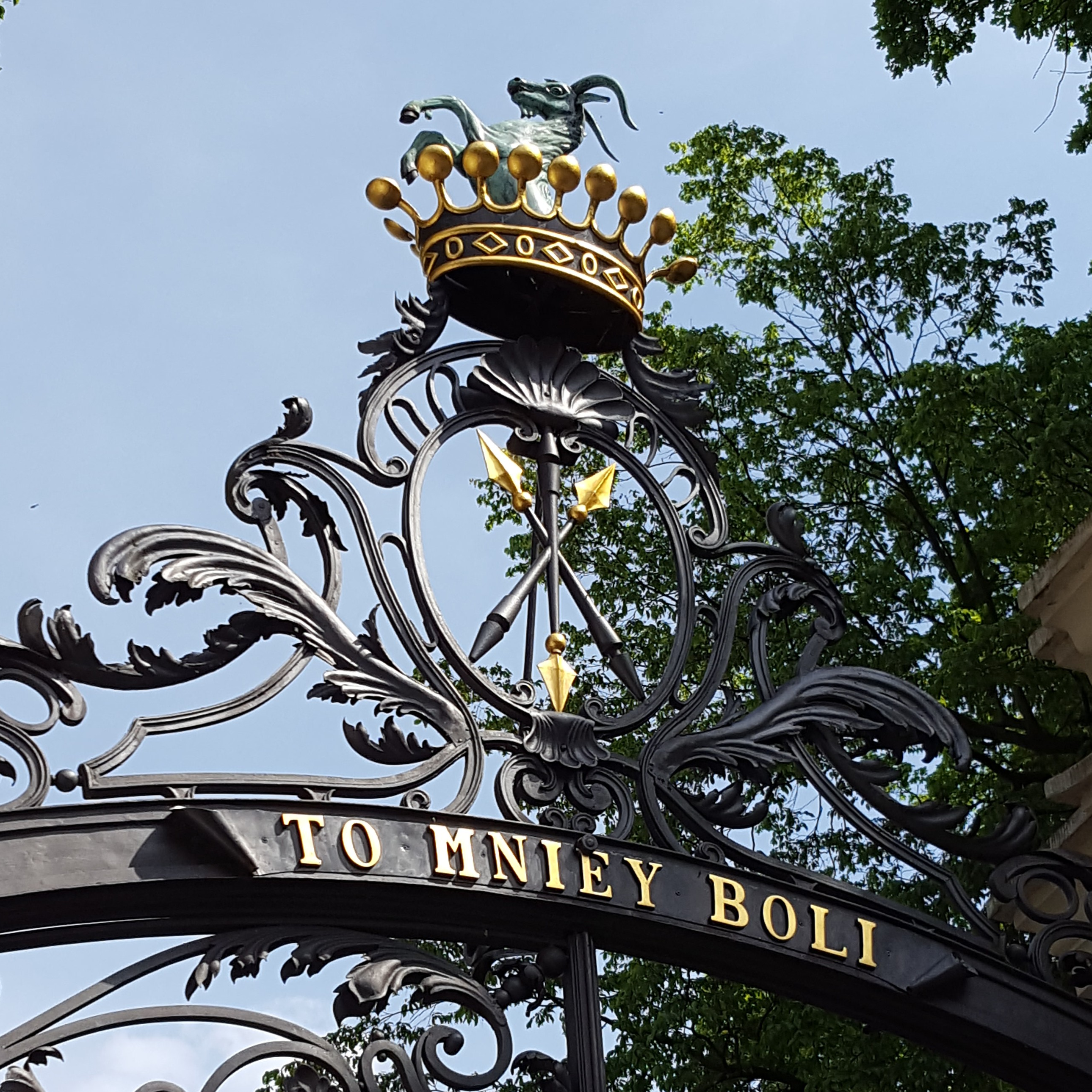
Armes Zamoyski couronnant la grille.

## Personnalités

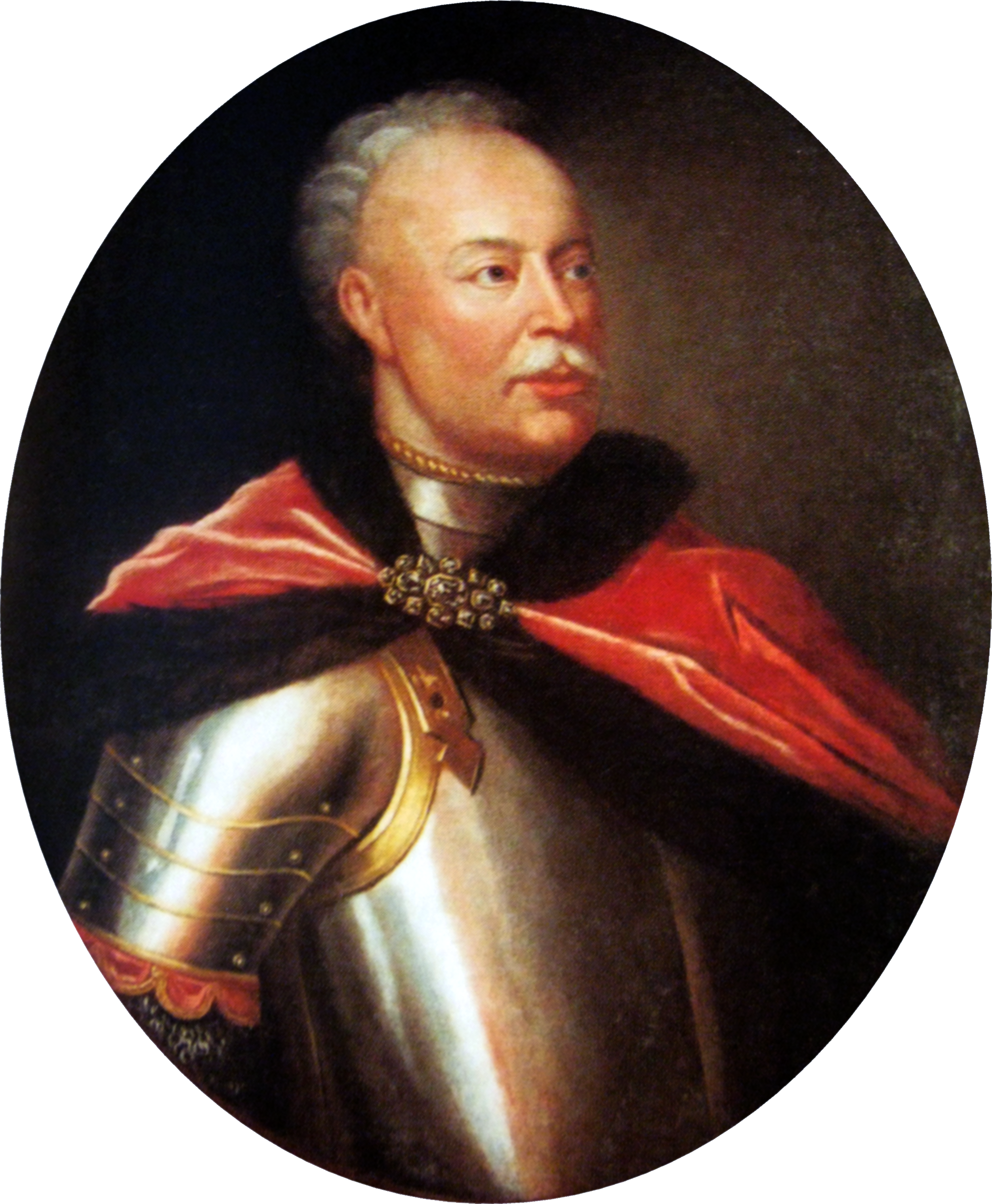
Jan Jakob peinture au musée de Zamość.

- Tomasz Łaźniński (en), géniteur de la famille Zamoyski
- Florian Zamoyski (pl) (?-1510), 1er à porter le nom de Zamoyski
- Feliks Zamoyski (en) (?-1535),
- Stanisław Zamoyski (1519–1572), hetman de la Couronne (1566) et staroste de Bełz , cofondateur de la ville de Zamość.
- Jan Zamoyski (1542-1605), 1er ordynat de Zamość, chancelier de Pologne
- Jan Zamoyski (?-1619) (en),
- Zdzisław Jan Zamoyski (en) (vers 1591–1670)
- Tomasz Zamoyski (1594-1638), 2e ordynat de Zamość, chancelier de Pologne (1635)
- Jan Sobiepan Zamoyski (1627-1665), 3e ordynat de Zamość, militaire et homme politique polonais
- Gryzelda Konstancja Zamoyska (en) (1623–1672), épouse de Jeremi Wiśniowiecki et mère de Michał Wiśniowiecki, roi de Pologne
- Marcin Zamoyski (en) (vers 1637–1689) 4e ordynat de Zamość, grand trésorier de la Couronne (1685)
- Tomasz Józef Zamoyski (en) (1678–1725), 5e ordynat de Zamość,
- Michał Zdzisław Zamoyski (en) (1679–1735), 6e ordynat de Zamość,
- Tomasz Antoni Zamoyski (en) (1707–1752), 7e ordynat de Zamość
- Andrzej Hieronim Franciszek Zamoyski, né le 12 décembre 1717 et mort le 10 février 1792, grand chancelier de Pologne.
- Klemens Zamoyski (en) (1747–1767), 8e ordynat de Zamość
- Jan Jakub Zamoyski (en) (1716-1790), 9e ordynat de Zamość
- Andrzej Zamoyski (1716-1792), 10e ordynat de Zamość, chancelier de Pologne
- Aleksander August Zamoyski (en) (1729-1800), 11e ordynat de Zamość
- Stanisław Kostka Zamoyski (en) (1775-1856), 12e ordynat de Zamość
- Konstanty Zamoyski (en) (1799–1866), 13e ordynat de Zamość
- Andrzej Artur Zamoyski (1800-1874), fondateur et président de la Société agricole.
- Władysław Stanisław Zamoyski (1803–1868), militaire et homme politique.
- Tomasz Franciszek Zamoyski (en) (1832–1889), 14e ordynat de Zamość
- Maurycy Klemens Zamoyski (en) (1871–1939), 15e ordynat de Zamość
- Auguste Zamoyski (1893-1970) artiste sculpteur polonais
- Stefan Adam Zamoyski (en) (1904–1976),
- Jan Tomasz Zamoyski (en) (1912-2002), 16e ordynat de Zamość
- Adam Zamoyski (1949- ), historien